# Valentiniani
I Valentiniani erano seguaci del vescovo gnostico Valentino (II secolo).
Essi predicavano metodi per liberare il proprio pneuma con lo studio di testi sacri e con cerimonie quali unzione e la camera nuziale, quest'ultima celebrata con baci sulla bocca come descritto nel Vangelo di Filippo (31 e 55) .
Tra i principali discepoli di Valentino si ricordano Marco, Eracleone e Tolomeo, per il ramo latino della dottrina, e Teodoto di Bisanzio per il ramo greco. Anche il famoso filosofo e teologo Origene venne molto influenzato da queste correnti di pensiero.
Nell'arco di due secoli i seguaci di questo credo o rientrarono nell'ortodossia cristiana o confluirono nel manicheismo.

## Dottrina
Valentino considerava Sofia, l'ultima entità del Pleroma - una serie di trenta emanazioni androgine di esseri divini (eoni) provenienti dal Dio sommo - l'eone che aveva rotto l'unità divina con il suo desiderio passionale di conoscere il Padre, producendo così il mondo inferiore mediante il Demiurgo. La redenzione di Sofia (anzi delle Sofie, perché Sofia genera un suo doppio inferiore) e dei semi divini incorporati negli gnostici viene operata a vari livelli da una nuova emissione di eoni con funzione salvifica, dai nomi diversi: Limite, Salvatore, Cristo ecc. Questo Redentore, per così dire plurale, dilatava la suggestione della figura di Gesù Cristo perché insisteva sul carattere cosmico della salvezza da lui procurata: dietro l'impostazione valentiniana, depurata dal mito, si distingue lo schema medioplatonico di un Dio sommo trascendente e inconoscibile e di un dio derivato da lui che si volge verso il mondo.

## Opere pervenute a noi
- Lettera a Flora di Tolomeo
- Commentario al Vangelo di San Giovanni ad opera di Eracleone